# Methylmalonyl-CoA-Mutase
Methylmalonyl-CoA-Mutase (MCM) ist ein Enzym, das im Stoffwechsel aller Lebewesen zum Abbau mehrerer Aminosäuren, Fettsäuren und Cholesterin benötigt wird. MCM katalysiert den Reaktionsschritt von L-Methylmalonyl-CoA zu Succinyl-CoA, eine Umlagerung; daher gehört MCM zu den Isomerasen. In manchen Bakterien ist es Teil des Aufbaus von Propionat aus Citratzyklus-Zwischenprodukten. Bei Eukaryoten ist MCM in den Mitochondrien lokalisiert. Mangel an MCM führt beim Menschen zur erblichen und oft tödlichen Methylmalonazidämie.

## Katalysierte Reaktion
{\displaystyle \longleftrightarrow } 
L-Methylmalonyl-CoA wird zu Succinyl-CoA umgelagert. In Bakterien läuft die Reaktion in Gegenrichtung ab.
Coenzym der Reaktion ist Vitamin B12 (Cobalamin).